# Ордоньес, Андерсон
Андерсон Рафаэль Ордоньес Вальдес (исп. Anderson Rafael Ordóñez Valdéz; родился 29 января 1994 года в Гуаякиле) — эквадорский футболист, защитник клуба «Универсидад Католика» (Кито).

## Биография
Ордоньес — воспитанник клуба «Барселона» из своего родного города. 15 июля 2012 года в матче против «Ольмедо» он дебютировал в эквадорской Серии А. Андерсон редко выходил на поле и по окончании контракта он покинул клуб.
В начале 2015 года Ордоньес стал футболистом команды «Эль Насьональ». 14 февраля в поединке против «Ривер Эквадор» он дебютировал за новый клуб. 19 апреля в матче против «Мушук Руна» Ордоньес забил свой первый гол в чемпионате Эквадора.
В начале 2017 года Андерсон перешёл в немецкий «Айнтрахт». 4 апреля в матче против «Кёльна» он дебютировал в Бундеслиге.
В 2013 году в составе молодёжной сборной Эквадора Эли принял участие в молодёжном чемпионате Южной Америки в Аргентине. На турнире он сыграл в матчах против команд Венесуэлы, Парагвая, Бразилии и дважды Перу и Уругвая.

## Титулы и достижения
- Чемпион Эквадора (3): 2012, 2016, 2018
- Обладатель Кубка Эквадора (1): 2018/19
- Обладатель Суперкубка Эквадора (2): 2020 (не играл), 2021